# Турция на летних Олимпийских играх 1936
Турция принимала участие в Летних Олимпийских играх 1936 года в Берлине (Германия) в пятый раз за свою историю, пропустив Летние Олимпийские игры 1932 года, и завоевала одну золотую и одну бронзовую медали. Страну представляло 48 спортсменов (46 мужчин, 2 женщины).

## Медалисты
| Медаль | Спортсмен     | Вид спорта | Дисциплина                              |
| ------ | ------------- | ---------- | --------------------------------------- |
| Золото | Яшар Эркан    | Борьба     | Мужчины, греко-римская борьба, до 61 кг |
| Бронза | Ахмет Киреччи | Борьба     | Мужчины, вольная борьба, до 79 кг       |